# 레오파르트 1
레오파르트 1 또는 레오파르트a1a1은 독일이 제2차 세계대전 이후, 최초로 개발한 전차로 많은 북대서양 조약 기구 회원국이 구매하여, 실질적인 나토 표준 전차가 된 전차로 독일의 평원지대에서 기동전을 수행할 것을 염두에 두고 개발된 2세대 전차다. 4,744대가 생산/판매된 전차로, 원조나 불하 형태가 아닌 순수한 판매 활동으로는 가장 많이 생산/판매된 전차며, 레오파르트 1의 차체를 이용한 지원 차량도 1741대가 생산되었다. 2006년 기준으로, 레오파르트 1의 개발국인 독일을 포함하여, 2,500여대가 현역이며, 앞으로도 한동안 계속 운용될 예정이다.

## 개발
1955년, 서독이 나토의 일원으로 재무장을 하게 되면서 처음 보유한 전차는 미국으로부터 원조받은 M41 워커불독와 M47 패튼, M48 패튼 등이었다. 그러나 독일은 이 전차들의 성능에 별로 만족하지 못했고, 1956년부터 자국의 작전 환경에 맞는 새로운 전차 개발을 추진했다. 서독군이 처음 요구한 주요 성능 사양은 다음과 같다.
- 전투 중량 : 42톤
- 너비 : 3.15m
- 높이 : 2.2m
- 최대 속력 : 65km/h
- 엔진 : 다종 연료 엔진
- 무장 : 105mm 주포, 기관총 2정
- 항속거리 : 700km 이상

처음 개발은 프랑스와 공동으로 시작했고, 1958년에는 이탈리아도 참여하여 나토 표준전차 개발 계획으로 3개국 공동 개발 사업으로 시작되었으나, 이탈리아가 제일 먼저 본 사업에서 탈퇴했다. 1962년에 프랑스와 서독은 각기 AMX-30과 레오파르트 1 전차의 시제품을 개발하고 테스트에 들어갔는데, 평가 결과와 상관없이 각기 자국에서 개발한 전차를 고집하는 통에 동업 관계를 청산하게 되었다.
이후 서독은 1963년부터 레오파르트 1 전차를 생산하기 시작했으며, 이탈리아가 720대를 면허생산하고 서독은 3,841대를 생산했다. 1970년대 말, 서독은 새로운 차기 전차 레오파르트 2 전차를 개발하면서 1979년에 생산을 종료했다. 현재는 퇴역이 진행 중이기는 하지만, 여전히 많은 국가에서 약 2,500여대가 2006년 2선급 보조 전력으로 운용 중이며, 독일은 레오파르트 2 전차로 대체하고 있다.

## 성능

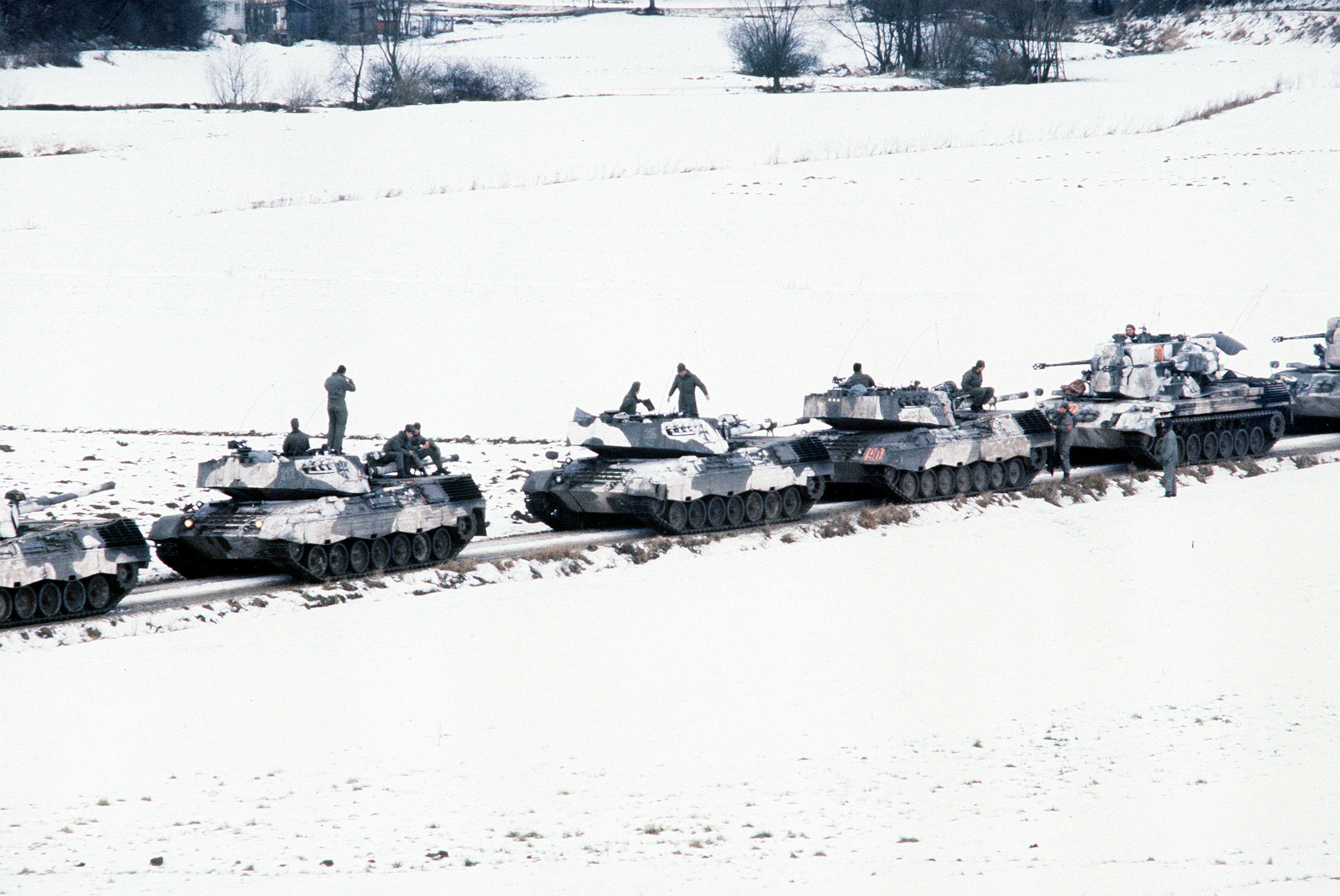
게파트 대공자주포와 동계 훈련 중인 레오파르트 1 전차부대

### 설계 사상
레오파르트 1은 기동성에 초점을 맞추어 개발되었다. 1990년대 이후 120mm 급 주포를 갖춘 3세대 전차들이 대부분 비슷비슷한 성능을 가진 것에 반해 2세대 전차들은 각 개발국별로 전술 운용 상황에 맞추어 개발되었는데, 레오파르트 1은 그 중에서 화력과 기동성에 초점을 맞추었다. 이는 제2차 세계 대전 당시 전훈과 독일의 평원 지대에서 소련 및 바르샤바 조약 기구의 전차군의 공격을 격퇴한다는 전술 교리에 따른 것이었다. 따라서 레오파르트 1은 균형잡힌 화력과 기동력을 위해 방어력을 희생시키고 대신 105mm 강선포와 여유로운 기동력을 확보, 사격통제시스템도 원거리에서 정지 상태에서 저격한다는 개념이었다.

### 방어력
기본형 레오파르트 1의 장갑은 얇다. 가장 두꺼운 부분이 70mm였다. 개발 당시에 보편화되기 시작한 HEAT탄과 APFSDS탄에 대해 두꺼운 장갑은 별 의미가 없다는 판단하에 두꺼운 장갑을 갖추지 않았다.
또한 냉전당시에는 미국과 소련의 전략핵무기로 인한 피해는 감당 불가였다. 대신에 설계 사상에 맞추어 기동력을 강화했던 것인데, 레오파르트 1의 장갑은 이후 개량형에서 조금씩 보강되었다.

### 공격력
포수용으로는 TZF1A 조준망원경과 TEM2A 스테레오식 거리측정기(16배율)가 있으며, 전차장용으로는 파노라마식 페리스코프(6배율 및 20배율)로 구성된 사격통제장비를 구성했다. 이 장비들은 제2차 세계 대전 말기의 광학식 조준경이 발전된 것으로 기동 중 사격은 사실상 의미가 없었고, 매복 및 정지 상태에서 적 전차 저격에 적합했다. 1980년대 이후 Leopard 1 A5 이후부터는 EMES-18 열영상 조준경을 중심으로 새로이 개발된 신형 사격통제장비를 탑재하게 된다.
레오파르트 1의 주포는 영국제 L7A3 105mm 강선포다. 사용 탄종은 APDS탄과 HESH탄이었다. 원거리는 APDS탄을 사용하고, 근거리에서는 HESH탄을 사용했다. 1980년대 이후부터는 새로 개발된 APFSDS탄을 채용하였고 현재 HESH탄은 사용하지 않는다.
부무장으로는 MG3 7.62mm 기관총 2정을 장비하고 있다.

### 기동력
레오파르트1은 독일 전차 최초로(양산된 전차 중에서 최초는 M46 패튼이다) 파워팩이라는 일체화된 엔진 시스템을 탑재했다. 이것은 엔진 룸을 만들어 엔진, 변속기, 냉각 장치를 차체 후부에 한꺼번에 일체화시킨 것이다. 현재는 대부분의 전차들이 이 방식을 채택하고 있는데, 이 파워팩을 통해 정비 및 수리 시간이 크게 단축되었다. 또, 차체와 엔진 룸 사이에 피탄을 대비한 격벽을 설치하여 안전성을 높였다. 엔진은 다양한 연료를 사용할 수 있지만, 주로 디젤 연료를 사용했다.
레오파르트 1의 기동력은 16년의 생산 기간 중에 큰 변화가 없다. 전투 중량 42톤에 830hp의 파워는 톤당 마력 19.76hp/t이어서 이후 장갑 추가에도 여유가 있었다. 최대 속도는 65km/h, 항속거리는 600km 정도였다. 이후에 진행된 개량사업에서도 기동력 부분은 바뀐 것이 없다.

## 개량형

### 레오파르트 1A1
1971년, 서독군은 그 동안 운용 경험과 다른 나라의 운용 경험을 바탕으로 첫 번째 개량사업을 실시하였다. 기존 전차를 레오파르트 1A2형의 내용을 적용하여 개량한 것이다. 주요 개량 내용은 주포 안정장치 도입, 차체에 사이드 스커트 장착, NBC 방어장치 도입, 도섭 능력 개량 등이다. 독일군용 외에도 벨기에, 노르웨이, 네덜란드, 이탈리아에서 운용하던 레오파르트 기본형도 개량되었다.
1A1형은 다시 3가지의 소폭 개량형이 있다.
- 1A1A1 : 주 개량 내용은 포탑 주변에 증가 장갑을 장착하여 방어력을 강화했다. 이 추가 장갑은 APFSDS탄에 대비한 것이다.
- 1A1A2 : 야간 탐색 공격용 장비인 PZB2000을 장착했다.
- 1A1A3 : SEM80/90 디지털 통신기를 장착한 버전이다.

### 레오파르트 1A2
본격적인 신규 생산된 개량형이다. 1960년대에 발전한 신기술을 채용한 것이다. 주요 개량 부분은 포탑 장갑 강화, 주포 및 포탑 안정장치 도입, 차체 측면의 사이드스커트 설치, 도하 수심의 증가(2.25m), 주포 서멀 슬리브 장착 등이다. 장갑은 전체적으로 10~20mm가 증가했고, 무게도 2.5톤이 추가되어 42.5톤으로 늘어났다. 이 개량 사항은 1A3과 1A4에도 적용되었고, 모두 232대가 1974년에 생산되어 서독군에 납품되었다.

### 레오파르트 1A3
포탑 생산 방식이 1A2형까지는 주조 방식이었으나, 1A3부터는 압연 강판의 용접 구조로 바뀌었고, 장갑도 공간 장갑이 도입되었다. 덕분에 내부 공간이 늘어나 여유 공간이 생겼다. 레오파르트1의 공간 장갑은 기본 장갑 위에 복합재 파편 방지 라이너를 덧씌우고, 추가 장갑을 그 위에 부착한 형태다. 전체 중량도 42.5톤으로 증가했고, 중량은 1A2형과 동일하다. 1973년 110대가 생산되어 서독군에 납품되었고, 덴마크가 1976년부터 1978년 사이에 120대를 구매했다.

### 레오파르트 1A4
1974년부터 1976년 사이에 250대가 생산된 개량형으로, 1A3형에 사격통제 장치를 개량한 것이다. 신형 탄도컴퓨터와 스테레오식 거리 측정기의 도입 및 적외선 암시장치의 교체 등이 주 내용이다. 변속기도 반자동으로 변경되었다. 신형 장비 채용의 여파로, 포탄 탑재량이 63발에서 55발로 감소했다.

### 레오파르트 AS1

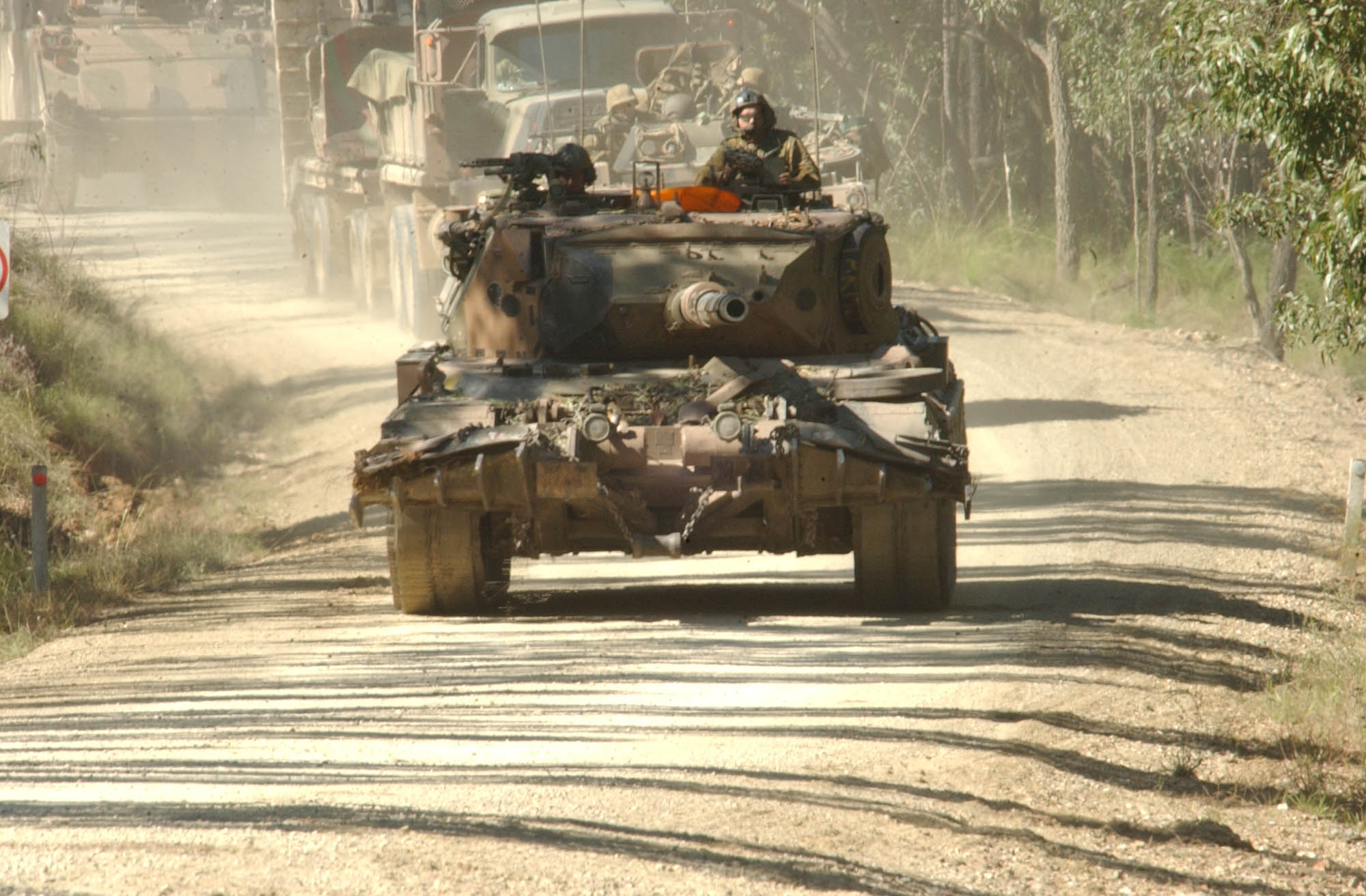
도로 주행 중인 오스트레일리아 육군의 AS1형

오스트레일리아 육군이 도입한 버전이다. 크라우스 마페이 사가 오스트레일리아 육군의 독자 개량 요구를 1A3형에 적용한 것이다. 크라우스 마페이 사가 오스트레일리아의 요구 사양에 가장 적합한 벨기에 SABCA사의 아날로그식 탄도컴퓨터를 탑재하여 사격과 관련된 모든 기능을 일체화하여 통합 운용할 수 있는 사격통제장치를 탑재한 것이다. 1976년 ~ 1978년까지 90대가 생산되어 납품되었고, 1 왕립 오스트레일리아 기갑연대가 현재 70대를 운용하고 있다.
- 참고 사이트 - Australian plans to retire stocks

### 캐나다군용 레오파르트 1

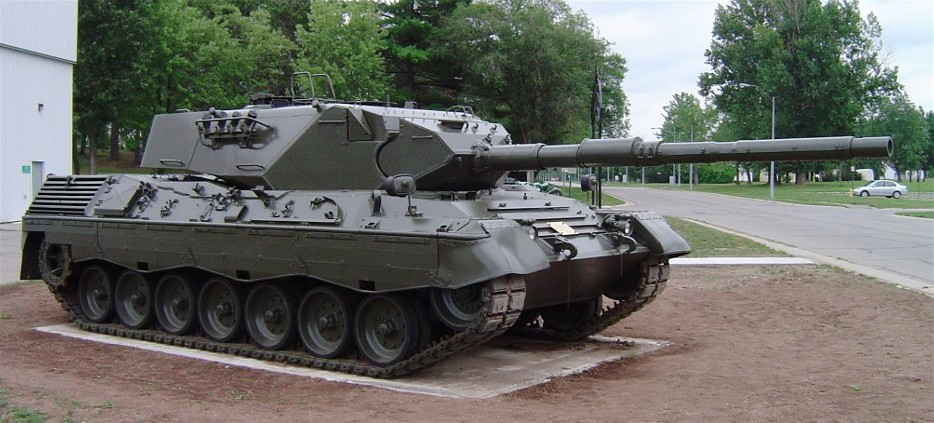
보빙턴 전차 박물관에서 전시 중인 캐나다군용 C1

캐나다 육군이 도입한 형은 C1형과 C2형으로 나눈다. C1형은 오스트레일리아가 도입한 AS1과 거의 동일하다. 1978년부터 1979년까지 1A3형 127대를 발주하여, 캐나다 육군에 납품되었고, 이 중 114대를 운용했다. 냉전 기간 중 대부분 독일에 주둔했으며, 일부는 뉴브룬스위크 주에 있는 게이지타운 기지에서 훈련용으로 사용되었다. 코소보 전쟁 당시 코소보에 파견된 캐나다군 평화유지군(캐나다 로드스트라트코너 기갑연대)은 장갑이 강화된 C1A1이라는 소폭 개량형을 사용했다. 이 기갑연대는 아프가니스탄에도 파병되었으며, 역시 C2를 장비했다.
캐나다 육군은 1996년에 C1의 현대화 계획을 발표했다. 핵심은 1억 3천 9백만 캐나다 달러의 예산으로 캐나다군이 운용 중인 C1의 차체와 1A5형의 포탑을 결합하는 것이었다. 차체는 114대지만, 예비용의 추가 여유분까지 고려하여 123개의 포탑을 도입하여 2000년부터 개량했다. 다만, 탄도컴퓨터는 기존 C1의 것을 재사용했다. 개량 사업은 2001년에 완료되었으며, 캐나다군은 이 전차를 2010년까지 운용할 예정이지만 운용 대수는 현재 66대로 줄었다. 4대는 박물관에 기증되었고, 21대는 사격훈련용 표적이 되었고, 23대는 노스아메리카에 팔았다.

#### 외부 추가 정보
- FAS.org의 레오파르트1에 대한 페이지
- 캐나다군 웹사이트 - 레오파르트 C2
- Leopard C2
- [https://web.archive.org/web/20070927125628/http://www.strathconas.ca/armour_leopard.php 로드스트라트코너 기갑연대의 C2
- [http://www.sfu.ca/~casr/101-vehleo.htm%5B깨진+링크(과거+내용+찾기)%5D 캐나다군 주력 전차 레오파르트][깨진 링크(과거 내용 찾기)]
- 캐나다군 레오파르트 c2
- 아프가니스탄의 C2 보관됨 2008-04-18 - 웨이백 머신

### 레오파르트 1A5

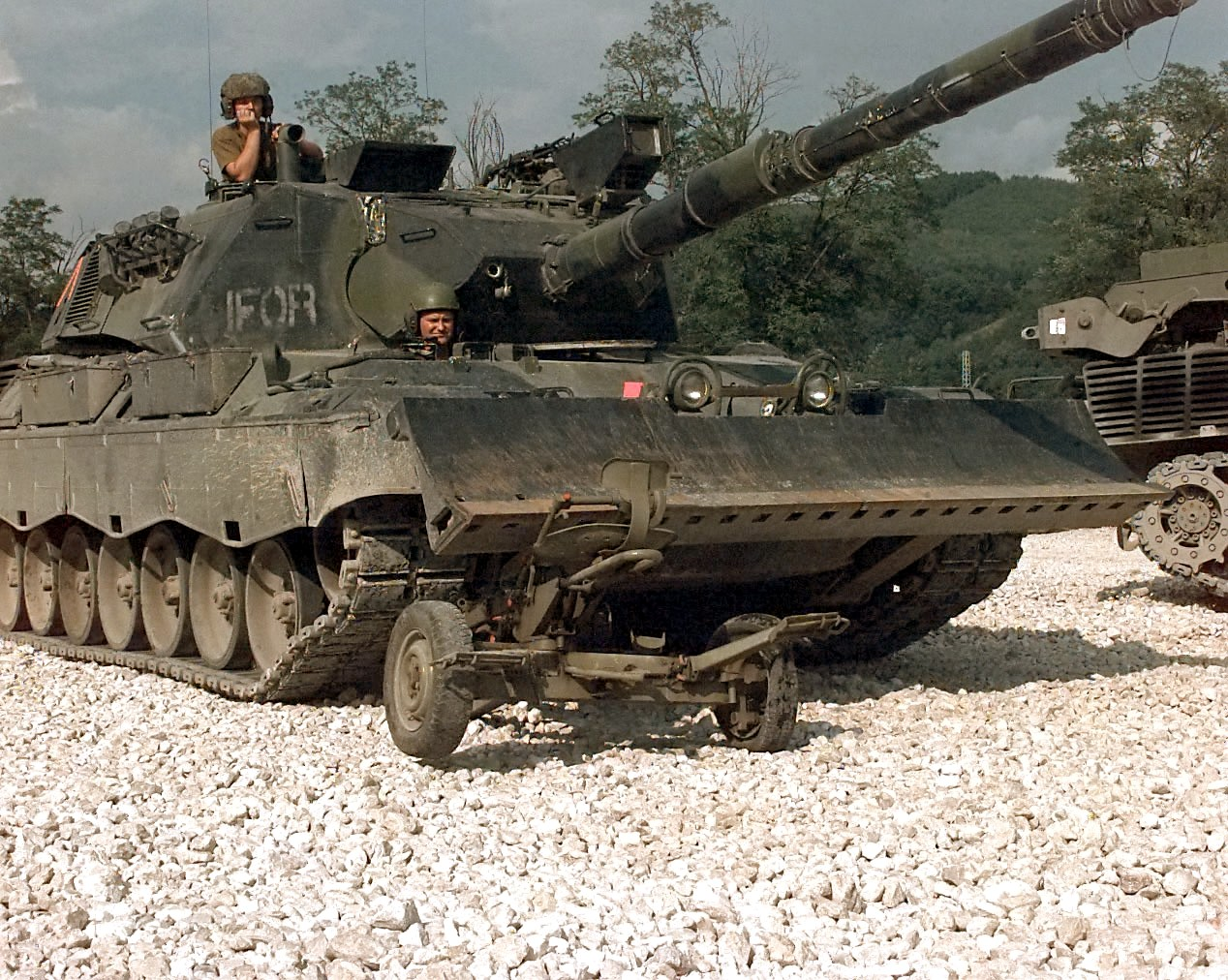
평화유지군 임무에 투입된 덴마크 육군의 레오파르트 1A5

레오파르트 전차가 배치되는 동안, 구 소련은 주력 전차를 T-55 전차와 T-62 전차에서 T-64 전차와 T-72 전차로 교체하기 시작했다. 레오파르트 기본형은 본래 T-55와 T-62의 맞대응 전력이었으므로 한 등급 위인 T-64 및 T-72를 상대하기 위해서 서독군은 모든 전차 전력을 레오파르트 2로 교체하기 힘들어서 1983년부터 레오파르트1 개량 사업을 시작했다. 이 사업의 결과로 나온 것이 1A5형이며, 개량 사업 1호는 1987년 초에 출고되었다. 개량 대상은 1A1A1형 1339대였다.
이후 레오파르트 1 시리즈를 도입한 국가들이 자국에서 운용 중인 레오파르트 1을 1A5 사양으로 개량했다. 레오파르트 2 전차가 배치된 지금도 독일군은 670대를 보유하고 있다(이 중 대다수는 언제든지 꺼내 사용할 수 있는 예비 비축 차량으로 보관 중이다). 현재 존재하는 레오파르트1은 1A5형이 대부분이다.
주요 개량 사항은 사격통제장치로서, 레오파르트2 전차용으로 개발된 EMES15 사격통제시스템의 파생형인 EMES18 사격통제 시스템을 채용했다. 포탑 차자용 해치 앞에 장갑 덮개로 덮인 대형 포수용 조준경이 식별점이다. 레이저 거리 측정기, 주간용 광학, 야간용 열상 시스템으로 이루어졌다. 포탑도 새로 설계되어 1A3/1A4형에 비해 보다 더 커진것이 특징이다.
또한 포탄도 신형 105mm 포탄이 도입되었다. DM23 및 DM33 날개안정식철갑탄(APFSDS, Armor-Piercing, Fin-Stabilized Discarding Sabot)으로서 DM33의 경우, 거리 2,000m에서 균질압연강판 450mm 관통이 가능하여 T-72를 충분히 격파할 수 있는 것으로 평가되었다.

### 레오파르트 1A5BE
벨기에 육군용이다. 벨기에는 기본형 레오파르트 334대를 보유하고 있었고, 이중 132대에 대해 1A5형에 준하는 성능 개량 사업을 실시한 것이 1A5BE이다. 냉전 종식 후 나머지 202대에 대한 개량 사업은 취소되어 모두 퇴역했으며, 그 중에서 87대는 브라질에 수출되었다.

### 레오파르트 1A6
레오파르트 2에 장착된 120mm 활강포와 3세대 전차와 동등한 사양의 증가장갑을 탑재한 형이다. 시험테스트는 성공했으나, 채용되지는 않았다. 이미 레오파드2가 생산되고 있었고 국방 예산 감축 등으로 굳이 2세대 전차의 개량형을 비싼 비용을 들여 개량할 필요가 없었기 때문이다.

### 기타 변형

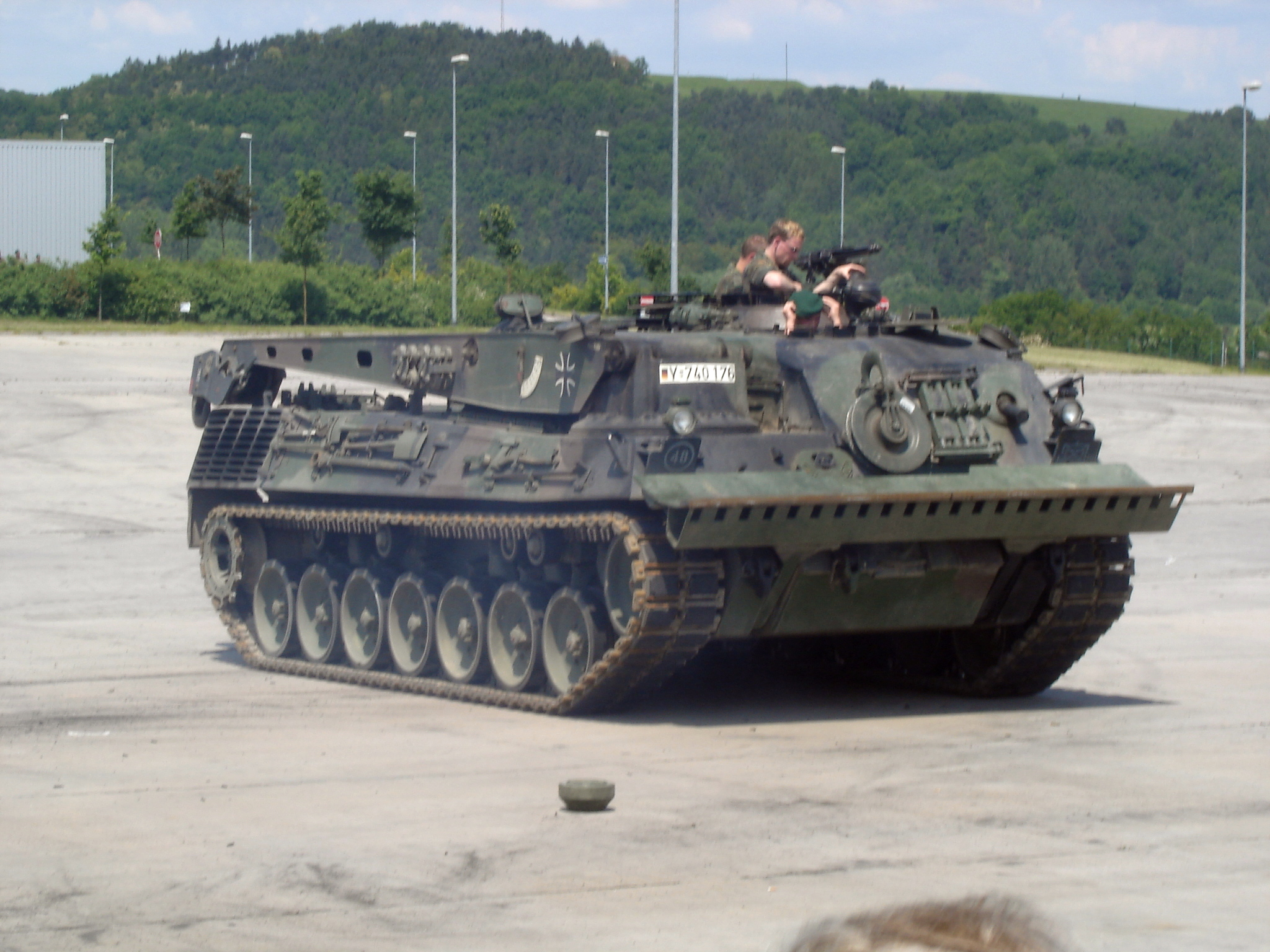
베르게판저

레오파르트1의 차체를 이용한 몇 가지 파생형 중에서 가장 잘 알려진 것은 공병전차인 베르게판저와 게파드 대공자주포가 있다.

## 참고 자료
- 밀리터리 리뷰 10월 호